# Cressensac-Sarrazac
Cressensac-Sarrazac est une commune nouvelle française résultant de la fusion — au 1er janvier 2019 — des communes de Cressensac et Sarrazac, située dans le département du Lot, en région Occitanie.

## Géographie

### Communes limitrophes
Les communes limitrophes sont  Cavagnac, Cuzance, Gignac, Le Vignon-en-Quercy, Ligneyrac, Nespouls et Turenne.

## Transports

### Transport ferroviaire
article détaillé : gare de Gignac-Cressensac
La  gare de Gignac-Cressensac, située à 3,4 km de Cressensac, accueille des TER Occitanie Brive-Toulouse.

### Transport routier
L'autoroute A20 est disponible à la sortie 54 direction Brive au sud de la ville. Pour la direction Cahors, la sortie 53 situé à Nespouls quelques kilomètres au Nord. Cressensac est traversé par la D 820 entre les communes de Nespouls et Souillac.

### Transport aérien
article détaillé : aéroport de Brive-Vallée de la Dordogne
L'aéroport de Brive-Vallée de la Dordogne est situé à quelques kilomètres au nord de la commune.

### Climat
Pour des articles plus généraux, voir Climat de l'Occitanie et Climat du Lot.
En 2010, le climat de la commune est de type climat océanique altéré, selon une étude s'appuyant sur une série de données couvrant la période 1971-2000. En 2020, Météo-France publie une typologie des climats de la France métropolitaine dans laquelle la commune est dans une zone de transition entre le climat océanique altéré et le climat de montagne ou de marges de montagne et est dans la région climatique Ouest et nord-ouest du Massif Central, caractérisée par une pluviométrie annuelle de 900 à 1 500 mm, maximale en automne et en hiver.
Pour la période 1971-2000, la température annuelle moyenne est de 12 °C, avec une amplitude thermique annuelle de 15,2 °C. Le cumul annuel moyen de précipitations est de 1 055 mm, avec 11 jours de précipitations en janvier et 7,3 jours en juillet. Pour la période 1991-2020, la température moyenne annuelle observée sur la station météorologique la plus proche, située sur la commune de Gourdon à 34 km à vol d'oiseau, est de 13,1 °C et le cumul annuel moyen de précipitations est de 823,0 mm,. Pour l'avenir, les paramètres climatiques de la commune estimés pour 2050 selon différents scénarios d’émission de gaz à effet de serre sont consultables sur un site dédié publié par Météo-France en novembre 2022.

## Urbanisme

### Typologie
Au 1er janvier 2024, Cressensac-Sarrazac est catégorisée commune rurale à habitat dispersé, selon la nouvelle grille communale de densité à sept niveaux définie par l'Insee en 2022.
Elle est située hors unité urbaine. Par ailleurs la commune fait partie de l'aire d'attraction de Brive-la-Gaillarde, dont elle est une commune de la couronne,. Cette aire, qui regroupe 80 communes, est catégorisée dans les aires de 50 000 à moins de 200 000 habitants,.

### Risques majeurs
Le territoire de la commune de Cressensac-Sarrazac est vulnérable à différents aléas naturels : météorologiques (tempête, orage, neige, grand froid, canicule ou sécheresse), feux de forêts, mouvements de terrains et séisme (sismicité très faible). Il est également exposé à deux risques technologiques,  le transport de matières dangereuses et la rupture d'un barrage. Un site publié par le BRGM permet d'évaluer simplement et rapidement les risques d'un bien localisé soit par son adresse soit par le numéro de sa parcelle.

#### Risques naturels
Cressensac-Sarrazac est exposée au risque de feu de forêt. Un plan départemental de protection des forêts contre les incendies a été approuvé par arrêté préfectoral le 30 novembre 2015 pour la période 2015-2025. Les propriétaires doivent ainsi couper les broussailles, les arbustes et les branches basses sur une profondeur de 50 mètres, aux abords des constructions, chantiers, travaux et installations de toute nature, situées à moins de 200 mètres de terrains en nature
de bois, forêts, plantations, reboisements, landes ou friches. Le brûlage des déchets issus de l’entretien des parcs et jardins des ménages et des collectivités est interdit. L’écobuage est également interdit, ainsi que les feux de type méchouis et barbecues, à l’exception de ceux prévus dans des installations fixes (non situées sous couvert d'arbres) constituant une dépendance d'habitation.

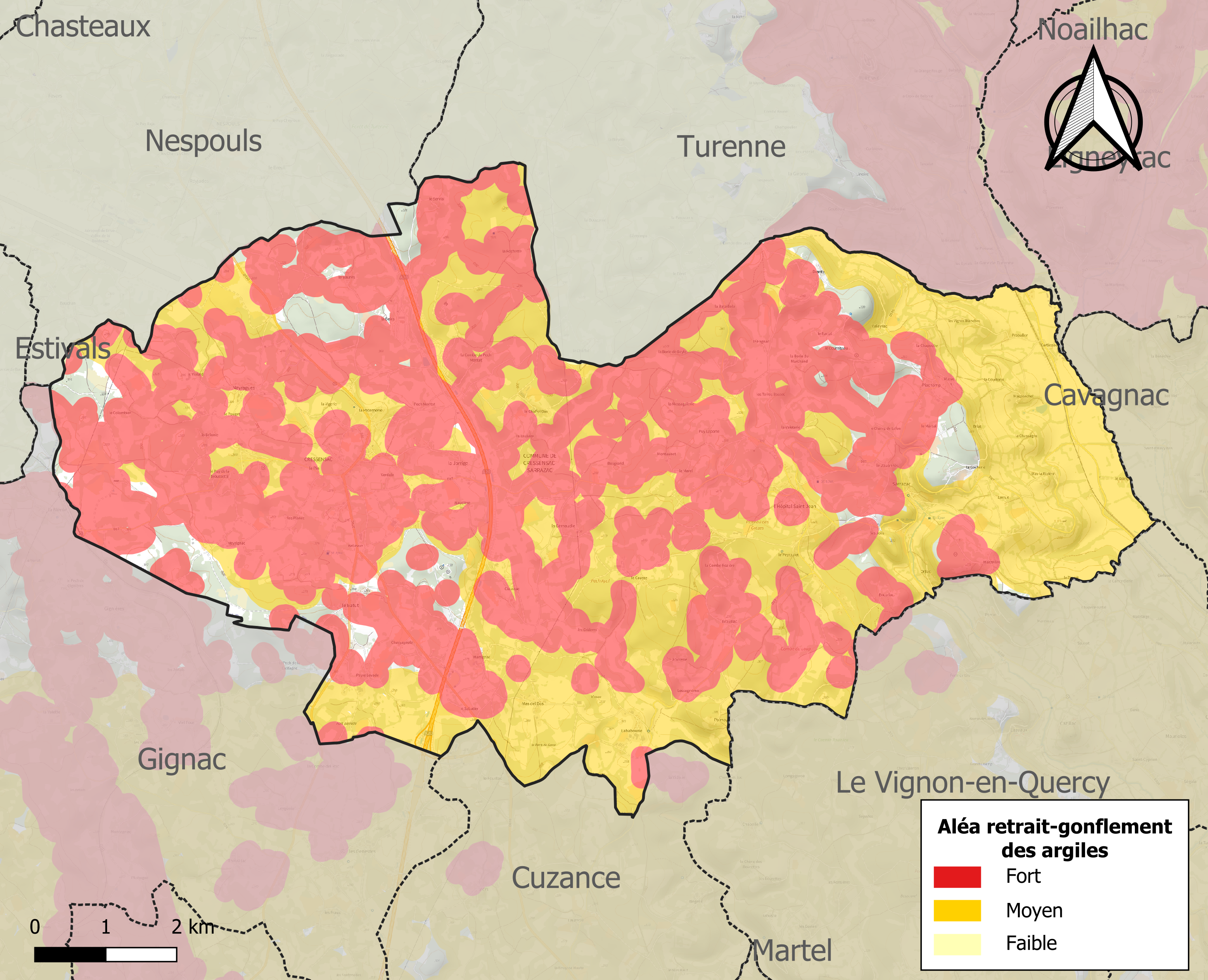
Carte des zones d'aléa retrait-gonflement des sols argileux de Cressensac-Sarrazac.

Les mouvements de terrains susceptibles de se produire sur la commune sont des affaissements et effondrements liés aux cavités souterraines (hors mines), des glissements de terrain et des tassements différentiels. Par ailleurs, afin de mieux appréhender le risque d’affaissement de terrain, l'inventaire national des cavités souterraines permet de localiser celles situées sur la commune.
Le retrait-gonflement des sols argileux est susceptible d'engendrer des dommages importants aux bâtiments en cas d’alternance de périodes de sécheresse et de pluie. 94,2 % de la superficie communale est en aléa moyen ou fort (67,7 % au niveau départemental et 48,5 % au niveau national). Sur les 746 bâtiments dénombrés sur la commune en 2019, 708 sont en aléa moyen ou fort, soit 95 %, à comparer aux 72 % au niveau départemental et 54 % au niveau national. Une cartographie de l'exposition du territoire national au retrait gonflement des sols argileux est disponible sur le site du BRGM,.
Par ailleurs, afin de mieux appréhender le risque d’affaissement de terrain, l'inventaire national des cavités souterraines permet de localiser celles situées sur la commune.
La commune a été reconnue en état de catastrophe naturelle au titre des dommages causés par les inondations et coulées de boue survenues en 1982, 1992, 1999 et 2001. Concernant les mouvements de terrains, la commune a été reconnue en état de catastrophe naturelle au titre des dommages causés par la sécheresse en 2018, 2019 et 2020 et par des mouvements de terrain en 1999.

#### Risques technologiques
Le risque de transport de matières dangereuses sur la commune est lié à sa traversée par une route à fort trafic et une ligne de chemin de fer. Un accident se produisant sur de telles infrastructures est susceptible d’avoir des effets graves sur les biens, les personnes ou l'environnement, selon la nature du matériau transporté. Des dispositions d’urbanisme peuvent être préconisées en conséquence.
La commune est en outre située en aval du barrage de Bort-les-Orgues, un ouvrage de classe A disposant d'une retenue de 477 millions de mètres cubes. À ce titre, elle est susceptible d'être touchée par l'onde de submersion consécutive à la rupture de cet ouvrage.

## Histoire
La commune est créée au 1er janvier 2019 par un arrêté préfectoral du 31 juillet 2018. Son chef-lieu est fixé à la mairie de Cressensac.

## Politique et administration

### Liste des maires
| Période      | Période  | Identité    | Étiquette | Qualité |
| ------------ | -------- | ----------- | --------- | ------- |
| Janvier 2019 | En cours | Habib Fenni | PS        |         |

### Communes déléguées
| Nom                | Code Insee | Intercommunalité                    | Superficie (km2) | Population (dernière pop. légale) | Densité (hab./km2) |
| ------------------ | ---------- | ----------------------------------- | ---------------- | --------------------------------- | ------------------ |
| Cressensac (siège) | 46083      | CC Causses et Vallée de la Dordogne | 23,04            | 627 (2016)                        | 27                 |
| Sarrazac           | 46298      | CC Causses et Vallée de la Dordogne | 18,38            | 504 (2016)                        | 27                 |

## Population et société

### Démographie
L'évolution du nombre d'habitants est connue à travers les recensements de la population effectués dans la commune depuis sa création.

En 2022, la commune comptait 1 154 habitants, en évolution de +2,03 % par rapport à 2016 (Lot : +1,31 %, France hors Mayotte : +2,11 %).
| 2016  | 2021  | 2022  |
| ----- | ----- | ----- |
| 1 131 | 1 140 | 1 154 |

## Culture locale et patrimoine

### Lieux et monuments
- L'église Saint-Saturnin de Valeyrac.

#### Cressensac
- L'église Saint-Barthélemy de Cressensac. L'édifice est référencé dans la base Mérimée et à l'Inventaire général Région Occitanie[24]. Un tableau est référencer dans la base Palissy[24].
- Le château de Chausseneige : XIIIe siècle reconstruit à l'époque de Viollet-le-Duc.
- La gare de Gignac-Cressensac à 3,4 km du centre de Gignac. Elle est desservie par des TER Occitanie.
- L'aéroport de Brive-Vallée-de-la-Dordogne en service depuis juin 2010 (chantier ouvert en 2005) sur une petite partie nord de la commune.

#### Sarrazac
- La lanterne des morts à l'Hôpital-Saint-Jean, lieu-dit de la commune de Cressensac-Sarrazac.
- Le château de Croze du XIXe siècle, inscrit depuis 1999 au titre des monuments historiques
- L'église Saint-Geniès, des XIVe et XVe siècles, L'édifice a été inscrit au titre des monuments historiques en 1947. Plusieurs objets sont référencer dans la base Palissy[25].
- L'hôpital Saint-Jean « de Jaffa » fondé par Raymond IV de Turenne en 1233, une dépendance de la commanderie du Bastit du Causse pendant sa période Hospitalière
- L'église Saint-Roch de l'Hôpital Saint-Jean.

### Héraldique
| Blason de Cressensac-Sarrazac | Blason  | Deux écus accolés : 1. Burelé d'argent et de sinople, les burelles d'argent chargées d'une étoile de gueules ; au chef coticé d'or et de gueules de douze pièces (qui est de Cressensac). 2. Parti : au 1er de gueules à un lion contourné d'argent, au 2d d'or à un lion de sable (qui est de Sarrazac). |
| Blason de Cressensac-Sarrazac | Détails | Le statut officiel du blason reste à déterminer. |